# 전설의 스타피 (비디오 게임)
전설의 스타피(일본어: 伝説のスタフィー 덴세츠노 스타휘[*])는 토세에서 개발하고 닌텐도에서 2002년 9월에 출시한 비디오 게임이다.

## 게임 설정
천계의 왕자 스타피가 마물이 봉인되어 있는 항아리를 실수로 떨어뜨려 그 항아리에서 마물 오구라가 풀려나 천계를 난장판으로 만들게 되고, 스타피가 바다로 떨어져 바닷속 친구들을 만나 오구라의 부하들과 싸우는 설정으로, 바다를 주 무대로 하는 게임이다.